# 數位行銷
數位行銷（英語：digital marketing）為利用電腦科技和網路進行推銷的手法，於21世紀初期開始發展。數位行銷主要有「拉」與「推」兩種形式，各有其優缺點。
數位行銷是指針對電子裝置相關的使用者與受惠者來操作的行銷，諸如：個人電腦、智慧型手機、一般手機、平板電腦與遊戲機等。數位行銷的應用科技或平台，像是：網站、電子信箱、app應用程式（桌上型與行動板）與社群網站。數位行銷可以透過非網路管道諸如：電視、廣播、簡訊等，或透過網路管道諸如：社群媒體、電子廣告、橫幅廣告（Banner Ads）等進行。
社群媒體行銷是數位行銷的一環。隨著數位轉型的興起，許多機構會開始融合傳統與數位行銷管道雙管齊下; 然而，數位行銷漸受行銷人員的青睞來自於數位行銷可以讓行銷人員相較於傳統行銷管道更精確的掌握投資回報率（ROI）。
Digital Marketing Institute (DMI)指出，數位行銷是使用數位管道對消費者與企業來推廣或行銷產品與服務的方式。
2015年的數位行銷更趨向於內容行銷，並依照不同的消費者使用方式與形態，整合於社群媒體，行動裝置等多頻多螢的互動，而隨著近年社群網路興起，發展出社群行銷與社群聆聽概念。

## 歷史來源
數位行銷這名詞最早始於西元1990年代。從西元2000年到西元2010年，數位行銷演進的更加複雜，並且被視為創造更深層並且具有互動關聯性的顧客關係的有效方式。
在2012跟2013年的數據資料顯示數位行銷的發展維持一個向上成長的趨勢。
數位行銷同時也代表線上行銷或網路行銷. 數位行銷這個名詞隨著時間漸受歡迎並廣為接受, 尤其在部份國家. 在美國, “線上行銷”這個名詞仍舊廣為流行, 但在英國, 數位行銷變成更為普遍的名詞.

## 拉式行銷
拉式行銷是使用者必須主動搜尋、尋求、抓取（也就是"拉"）內容，常用的工具有網站、部落格與流媒体。
優點：
- 由使用者決定要找什麼內容，因此沒有類型或多寡的限制。
- 不需要傳送內容的技術，僅需儲存/展現內容。
- 不受管制，也不需要註冊流程（opt-in）。

缺點：
- 需要不少行銷努力，才能讓使用者主動找到尋找訊息/內容。
- 有限的追蹤能力，只有下載數、瀏覽頁數等等。
- 無法個人化 - 所有讀者所接收到/看到的是一樣的。

## 推式行銷
推式行銷是由行銷人員把訊息主動傳送（推）給使用者（訂閱者），讓訊息得以被接收，常用的工具包括電子郵件、簡訊與RSS。
優點：
- 可以個人化 - 使用者所接收的訊息可根據特定標準進行設計，例如女性、20歲以上、居住在臺北。
- 詳細的追蹤與報表 - 行銷人員不只可以知道有多少人看過這些訊息，還可以知道他們的姓名、個人資訊及推送資訊時所設計的相對應的標籤。
- 投資高 -  如果執行正確，不僅可以帶來營收、還可強化品牌。

缺點：
- 要守規定 - 每一項推播技術都有其管制辦法，例如從寬鬆的（RSS）到嚴謹的（電子郵件和簡訊），比如頻繁程度、密集度。
- 需要傳送內容的機制 - 行銷人員必須採用某種系統來傳送訊息，例如電子郵件行銷工具或 RSS 產生器。
- 傳送通路可能會被阻擋 - 如果行銷人員不遵守管制，訊息可能會在被送到接收者之前，就被拒絕或退回。

## 職業
- Content Writing :負責編輯文字內容。
- Graphic / Motion Design :負責插畫、相片、圖片、短影片製作。
- UI(User Interface)/UX Team(User Experience) :負責編寫程式、與設計團隊設計使用者介面及優化用戶體驗。
- Data Analysis :負責數據分析，以了解客戶行為、SEO成效等。
- Search Engine Marketing（SEM）和Social Media Optimisation (SMO) :A/B test、設計Facebook Ad、了解Paid advertising的運作、測試結果、Google Analytics等得知某個項目成效，並立即作相應修正。[7]
- Influencer Management :負責按照不同項目需要，挑選合適的influencers、他們需要和influencers接洽，管理influencers的工作[8]。

## 策略
- 共创（英语：Co-creation）：在企业中，共同创造是指一种产品或服务设计过程，其中，消费者的投入从始至终起着核心作用。该术语还用于企业允许消费者提交想法，设计或内容的任何方式。这样，公司将不会耗尽关于要创建的设计的想法，同时，它将进一步加强公司与其客户之间的业务关系。
- 共享经济：在资本主义中，共享经济是围绕资源共享而建立的社会经济体系。它通常涉及一种购买商品和服务的方式，该方式不同于公司雇用员工生产产品以销售给消费者的公司的传统商业模式。它包括由不同人员和组织共享的商品和服务的创建，生产，分配，贸易和消费。这些系统采用多种形式，通常利用信息技术来赋予个人，公司，非营利组织和政府以信息的能力，这些信息可以分配，共享和再利用商品和服务中的过剩容量。
- 用户生成内容（UGC）：也称为用户创建的内容（UCC），是用户在社交媒体和社交网络等在线平台上发布的任何形式的内容，例如图像，视频，文本和音频。这是消费者创建的产品，用于传播有关产品或营销它们的公司的信息。
- 分身品牌形象（英语：Doppelgänger brand image）：是与贬低品牌的图像和故事有关的集合。通常情况下，反品牌活动家，博客或意见领袖组织会对贬低品牌的图像或故事进行大肆传播。此类图片最有可能通过社交媒体，博客和反品牌激进主义者（例如Adbusters）的网站传播。它们通常旨在强调有关广告产品的道德问题，并且通常与品牌缺乏真实性有关。创造分身品牌形象的目的是为了揭示公司所面临的真实性质/影响，因为据信该公司会宣传对其产品的不实声明。

## 延伸閱讀
- Ryan, Damian; Jones, Calvin, , Kogan Page, 2009, ISBN 0749453893
- Carter, Ben; Brooks, Gregory; Catalano, Frank; Smith, Bud, , John Wiley & Sons, 2007, ISBN 9780470057933